# محمد أمكون
محمد أمكون هو عداء بارالمبي مغربي (صنف T13) من مواليد 8 نوفمبر 1988. 
أمكون مثل المغرب في الألعاب البارالمبية الصيفية 2012 بلندن، و أحرز على الميدالية البرونزية، و أحرز على الميدالية الذهبية في الألعاب البارالمبية الصيفية 2016 بريو دي جانيرو.